# Bysantinsk litteratur
Med bysantinsk litteratur vanligen den litteratur som producerades i Östrom (Bysantinska riket) från Konstantin den stores regeringstid på 320-talet till Konstantinopels fall 1453.
Den bysantinska litteraturens första period sträcker sig till den arabiska folkvandringen på 600-talet och är direkt fortsättning på den romerska litteraturen. Den följs av de nästan litteraturlösa "mörka århundradena" 650–800. Med rikets materiella och politiska pånyttfödelse börjar under orientalisk påverka andra perioden. Den utmärks liksom den tredje, komnentiden 1081–1185 av en kraftig antik renässans. Nu återställdes förbindelsen med västerländsk kultur genom korstågen. Fjärde perioden, paleologernas tid 1259–1453, bär vissa drag av andlig dekadens, men företer även stark intellektuell livaktighet. Under påverkan från "frankerna", de i östern bosatta västerlänningarna, uppblomstrade folkdiktningen.
Den bysantinska litteraturen präglars av två utgångspunkter: den grekiska antiken och kristendomen. Den påverkades dock även utifrån. Till sitt innehåll var den bysantinska litteraturen genomgående kristen, men en underström från grekisk religion och filosofi gör sig gällande, förnyad genom den direkta beröringen med antikens litteratur. Skriftspråket var huvudsakligen klassisk grekiska som endast moderniserades sakta genom påverkan från talspråket, vilket sedan hellenismens inledning snabbt utvecklats i riktning mot nygrekiskan. Rätt tidigt uppstod dock en betydande folklig diktning på nygrekiska. 
Huvuddelen av den bysantinska litteraturen skapades inom teologins område. Grekiska kyrkan har sin störste teolog i Johannes från Damaskus som grundade den bysantinska skolastiken och bildläran. Med Theodoros Studites blev asketismen för alltid en mäktig faktor. Fotios I av Konstantinopel blev ortodoxa kyrkans första betydande företrädare i tvisten med påven, vilken 1054 ledde till en brytning mellan kyrkorna. En mystisk riktning, uppkommen inom Athosklostren, vilkens anhängare, hesykasterna, fann en snillrik ledare i Gregorios Palamas, utkämpade på 1300-talet en våldsam strid mot ortodoxin inom kyrkan, vars främste företrädare var Nikephoros Gregoras. Filosofin, särskilt den aristoteliska, influerade i religionsstriderna. Betydande Aristoteleskommentarer var frukten av arbetet vid den ännu till 529 e.Kr. fortlevande akademin i Aten. Vid sidan av studiet av Aristoteles levde även det inom nyplatonismen förmedlade intresset för Platon, med företrädare som Fotios I av Konstantinopel, Michael Psellos den äldre och Georgios Gemistos Plethon. Mera i bakgrunden stod stoicismen, som under paleologtiden vid sidan av nypytagoreismen vann ökat intresse.
Under alla tider var inom det bysantiskan riket den språkliga och sakliga förklaringen av den grekiska antikens litteratur föremål för livligt intresse. Bland filologerna räknas där ofta statens och kyrkans ledande män. Bysantinarnas filologi var en direkt fortsättning på kejsartidens: föga originalitet men ett ivrigt arbete på att samla och utnyttja föregångarnas arbete. Efter förödelsen av högskolor och bibliotek efter islams anfall och under bildstormarnas inledning omkring 860 väcktes ett nytt kulturellt liv i ansträngningarna att rädda och vårda den gamla litteraturen. Foitos utövade en ivrig lärar- och författarverksamhet, Arethas från Caesarea var en viktig person för att avskriva och kommentera klassiska verk, lexikala arbeten samlades och excerperades i Suda. Konstantin Porfyrogennetos arbetade på att bevara den gamla litteraturen, åtminstone i utdrag. Inte ens efter Konstantinopels fall 1204 upphörde intresset för att bevara de antika skrifterna. Andra viktiga namn är Maximus Planudes, Triklinios, Thomas Magistros och många andra, genom vilka många annars idag helt okänd antika texter bevarats till eftervärlden. 
Den bysantinska historieskrivningen är också betydande, varje århundrade kan uppvisa åtminstone en betydande historiker. Två typer av skildringar förekommer, dels en litterär med ursprung i den grekiska historien, dels krönikan, en mer folklig variant. Båda typerna utgår från klostren. Båda typerna baserar sig oftast på både antika och medeltida källor, idag förlorade. Bland de lärda historikerna märks Prokopios, Anna Komnena, Konstantin Porphyrogennetos, Johannes Zonaras, Georgios Pachymeres, Nikephoros Gregoras, Johannes VI Kantakouzenos, Doukas, Georgios Frantzes och Laonikos Chalkokondyles. Bland krönikörerna, som ofta började sina verk med skapelsen för att avsluta i sin egen tid, märks Johannes Malalas och Johannes Skylitzes. Viktiga historiska upplysningar finns även i helgonlegenderna och den rika brevlitteraturen.
Skönlitteraturen ägnade sig i mångt och mycket åt osjälvständigt kopierande av äldre grekisk diktning. Ett betydande undantag utgör Nonnos och hans efterföljande skola. Smådiktningen, särskilt epigrammet levde länge kvar som en blomstrande litteraturform i Bysans. Bland alster av en huvudsakligen bysantinsk diktform, beskrivningen av statyer, helgedomar med mera märks Paulus Silentiarius, vars Beskrivning av den heliga vishetens tempel föredrogs inför Justinianus I i samban med Hagia Sofias andra invigning. Ett mera originellt innehåll fick smådiktningen hos den store klosterreformatorn Theodorus Studites skildringar av klosterlivet och beskrivning av heliga bilder med mera. Under den följande perioden märks främst Johannes Geometres, Christoforos Mytilenaios och Theodoros Prodromos. Även en satirisk prosadiktning förekom, vilka alster dock till stor del är anonyma.
Den kristna hymndiktningen är en viktig del av den bysantinska diktningen. Som man här nära anknöt till musiken, kunde man frigöra sig från de antika versformerna, vilket skapade en mer dynamisk form. En av de främsta företrädarna för denna diktning var Romanos Melodos. Av Sergius I av Konstantinopel, patriark och medhjälpare åt Herakleios, brukar Akathistoshymnen ännu i dag sjungas inom den ortodoxa kyrkan. Bland senare diktare märks Johannes från Damaskus, även Theodoros Studites var en framstående hymndiktare.